# Biblioteca Nacional de China
La Biblioteca Nacional de China (chino, 中國國家圖書館, pinyin, Zhōngguó guójiā túshūguǎn), situada en Pekín, es la más importante biblioteca de Asia. Cuenta con más de 23 millones de volúmenes. Se considera que posee, tanto por calidad como por cantidad, la mayor y mejor colección sobre literatura china, así como de documentos históricos sobre el gigante asiático. Ya en 1909, durante los estertores del Imperio Qing, se fundó el antecesor de la actual institución, denominado Biblioteca Metropolitana (Jīngshī túshūguǎn, 京师图书馆), abriéndose al público en 1912, y convirtiéndose en depósito legal en 1916. Desde 1928, fue la Biblioteca Nacional de Pekín, cambiando su nombre al actual con posterioridad.

## Historia

### Antecedentes
Las primeras referencias chinas a las bibliotecas públicas de estilo occidental fueron hechas por Lin Zexu en Sizhou Zhi (四 洲 志; 1839) y Wei Yuan en el Tratado ilustrado sobre los reinos marítimos (primera edición, 1843), ambos de los cuales fueron traducciones de Libros occidentales.
A finales del siglo XIX, en respuesta a varias derrotas militares contra las potencias occidentales, el gobierno de la dinastía Qing (1644-1912) envió varias misiones al extranjero para estudiar la cultura y las instituciones occidentales. Varios miembros de la primera misión diplomática china, que viajaron a los Estados Unidos, Inglaterra, Francia y otros países entre 1111 y 1870, registraron sus opiniones sobre las bibliotecas occidentales y señalaron que atraían a un gran número de lectores. El periodista Liang Qichao (1873-1929), que se convirtió en un destacado intelectual exiliado tras el fracaso de la Reforma de los Cien Días en 1898, escribió sobre la Biblioteca Pública de Boston y la Biblioteca de la Universidad de Chicago, alabando su apertura al público y la virtud de los lectores que no robaron los libros que les habían prestado. Dai Hongci  [zh] (戴鸿慈;戴鴻慈), un miembro de otra misión Qing enviada al extranjero para estudiar las constituciones modernas, notó la eficacia del préstamo de libros en la Biblioteca del Congreso.

### Fundación
En 1906, el gobernador de la provincia de Hunan, Pang Hongshu, hizo un homenaje al trono para anunciar que había completado los preparativos para la creación de una biblioteca provincial en Changsha. En 1908 y 1909, altos funcionarios de las provincias de Fengtian, Shandong, Shanxi, Zhejiang y Yunnan solicitaron al Tribunal Imperial permiso para establecer bibliotecas públicas en sus respectivas jurisdicciones. En respuesta, el 2 de mayo de 1909, el Ministerio de Educación de Qing (学部;學部; Xuébù) anunció planes para abrir bibliotecas en todas las provincias del país.
El 9 de septiembre de 1909, Zhang Zhidong, un antiguo líder del movimiento de Auto-Fortalecimiento que había sido virrey de Huguang y ahora formaba parte del poderoso Gran Consejo, fue conmemorado para solicitar la fundación de una biblioteca en la capital de China. La fundación de la biblioteca fue aprobada por edicto imperial ese mismo día. La institución se llamaba originalmente Biblioteca Imperial de Pekín o Biblioteca Metropolitana (京师 图书馆;京師 圖書館; Jīngshī Túshūguǎn ). Lu Xun y otros eruditos famosos han hecho grandes esfuerzos para su construcción.
El filólogo y bibliógrafo Miao Quansun  [zh] (缪 荃 荪;繆 荃 蓀; 1844-1919), que había supervisado la fundación de la Biblioteca Jiangnan en Nanjing dos años antes, fue llamado para administrar el nuevo establecimiento. Al igual que en Jiangnan, su asistente Chen Qingnian se hizo cargo de la mayor parte de la gestión.
Una propuesta privada hecha por Luo Zhenyu a principios del siglo XX indicaba que la biblioteca debería estar ubicada en un lugar protegido tanto de incendios como de inundaciones, y a cierta distancia de mercados ruidosos. Siguiendo estas recomendaciones, el Ministerio de Educación primero eligió el barrio Deshengmen dentro de la muralla norte de la ciudad, una zona tranquila con lagos. Pero este plan habría requerido la compra de varios edificios. Por falta de fondos, se eligió el Templo Guanghua (广 化寺;廣 化寺) como el primer sitio de la biblioteca. El templo de Guanghua era un complejo de salones y santuarios budistas ubicado cerca de la orilla norte del Shichahai, pero con una ubicación inconveniente para los lectores y demasiado húmeda para el almacenamiento de libros a largo plazo. La Biblioteca Imperial de Pekín permanecería allí hasta 1917. En 1916, el Ministerio de Educación ordenó la biblioteca, todos los libros publicados deben registrarse en el Ministerio del Interior y todos los recopilados por la biblioteca. La función de la biblioteca nacional comienza a manifestarse.

### Historia posterior
La Biblioteca Nacional de Pekín se abrió al público el 27 de agosto de 1912, pocos meses después de la abdicación de Puyi (r. 1908–12), el último emperador de la dinastía Qing. A partir de entonces, fue administrado por el Ministerio de Educación de la República de China. El día antes de la apertura de la biblioteca, su nuevo bibliotecario jefe Jiang Han (江 瀚: 1853-1935) argumentó que la Biblioteca Nacional de Pekín era una biblioteca de investigación y recomendó la apertura de una nueva biblioteca con revistas y nuevas publicaciones que podrían atraer un público más popular. En junio de 1913, se abrió una sucursal de biblioteca en el exterior de la puerta Xuanwumen, y más de 2,000 libros fueron transferidos allí desde la biblioteca principal. El 29 de octubre de 1913, debido a que el templo de Guanghua resultó demasiado pequeño e inaccesible, la biblioteca principal se cerró, en espera de la elección de un nuevo sitio.
La biblioteca cobraba una moneda de cobre como tarifa de lectura, mientras que la biblioteca de Tianjin cobraba el doble y la biblioteca pública de Shandong cobraba tres monedas. Al principio, los lectores no podían tomar prestados libros, pero en algún momento antes de 1918 se permitió el préstamo.
En 1916, el Ministerio de Educación (MOE) de la República de China ordenó que se depositara una copia de cada publicación china en la Biblioteca Metropolitana después de registrarse en la Oficina de Derechos de Autor.
Después de la Expedición al Norte del Kuomintang en 1928, la Biblioteca Nacional de Pekín cambió su nombre por el de Biblioteca Nacional de Peiping y sirvió como biblioteca nacional junto con la Biblioteca Nacional Central en la capital, Nankín. En 1931, se inauguró la nueva biblioteca en la calle Wenjin, cerca del parque Beihai. Después de que la República Popular de China se estableció oficialmente en octubre de 1949 y Pekín se convirtió en su capital, la Biblioteca Nacional de Peiping pasó a llamarse Biblioteca Nacional de Pekín. En 1951, el Ministerio de Cultura declaró que su nombre oficial en inglés ahora sería Biblioteca de Pekín.
En 1978, dos años después del final de la Revolución Cultural, la biblioteca comenzó a publicar el Boletín de la Biblioteca de Beijing (Beitu Tongxun北 图 通讯), que rápidamente se convirtió en una de las publicaciones bibliotecarias más importantes de China. En 1979, en virtud de un Acuerdo de Implementación que regula los intercambios culturales entre Estados Unidos y China, se comprometió a intercambiar material bibliotecario con la Biblioteca del Congreso.  Para compensar la falta de bibliotecarios capacitados profesionalmente, a partir de 1982 los bibliotecarios del NLC y otras bibliotecas académicas pasaban períodos de seis meses en la Biblioteca del Congreso y la Biblioteca de la Universidad de Yale. Para desarrollar la bibliotecología, el NLC estableció vínculos con la Universidad Nacional de Australia.
En octubre de 1987, la biblioteca se trasladó a un edificio moderno ubicado al norte de Purple Bamboo Park en el distrito de Haidian. En 1999, pasó a llamarse oficialmente Biblioteca Nacional de China.
Noviembre de 2001, aprobado por el Consejo de Estado, la Biblioteca Nacional de las dos fases del proyecto y el proyecto de la biblioteca digital nacional aprobados formalmente. Como parte importante de la infraestructura de la industria de la información nacional, se ha incluido en el plan nacional "quince", la inversión total nacional de $ 1 mil millones 235 millones, comenzó a ponerse en vigencia.
El 28 de octubre de 2003 se puso en funcionamiento el sistema informático de gestión integrado ALEPH500 de la Biblioteca Nacional, que sentó las bases para que la Biblioteca Nacional ingresara en las filas de las bibliotecas avanzadas del mundo.

## Colecciones
La colección de la Biblioteca Nacional de China es la más grande de Asia. Sus existencias de más de 36,45 millones de artículos (a diciembre de 2016) también la convierten en una de las bibliotecas más grandes del mundo. Alberga publicaciones oficiales de las Naciones Unidas y gobiernos extranjeros y una colección de literatura y materiales en más de 115 idiomas. La biblioteca contiene conchas y huesos de tortuga inscritos, manuscritos antiguos y volúmenes impresos en bloque. Entre las colecciones más preciadas de la Biblioteca Nacional de China se encuentran documentos y registros raros y preciosos de dinastías pasadas en la historia china.
La colección original de la Biblioteca Metropolitana se reunió a partir de varias fuentes. En 1909, la corte imperial entregó a la biblioteca la única copia completa sobreviviente del Siku Quanshu (Libros completos de los cuatro tesoros), una enorme compilación completada en 1782 que se había realizado en solo cuatro copias. Esa copia se había guardado en el Pabellón Wenjin del Imperial Summer Resort en Chengde. Por orden del Ministerio de Educación de Qing, los libros, archivos y documentos antiguos de la Gran Secretaría también fueron transferidos a la nueva biblioteca. Así fue la colección de Guozijiano Universidad Imperial, una institución que había sido desmantelada en 1905 al mismo tiempo que el sistema de exámenes imperial. Estas colecciones imperiales incluían libros y manuscritos que datan de los Song del Sur (1127-1279). El contenido de tres bibliotecas privadas del área de Jiangnan fue donado bajo la supervisión de Duanfang, el virrey de Liangjiang, y el Ministerio organizó la transferencia desde Gansu de lo que quedaba de los manuscritos de Dunhuang. Finalmente, la corte hizo grandes esfuerzos para obtener calcos de inscripciones raras en piedra o bronce.

### Colecciones y elementos notables

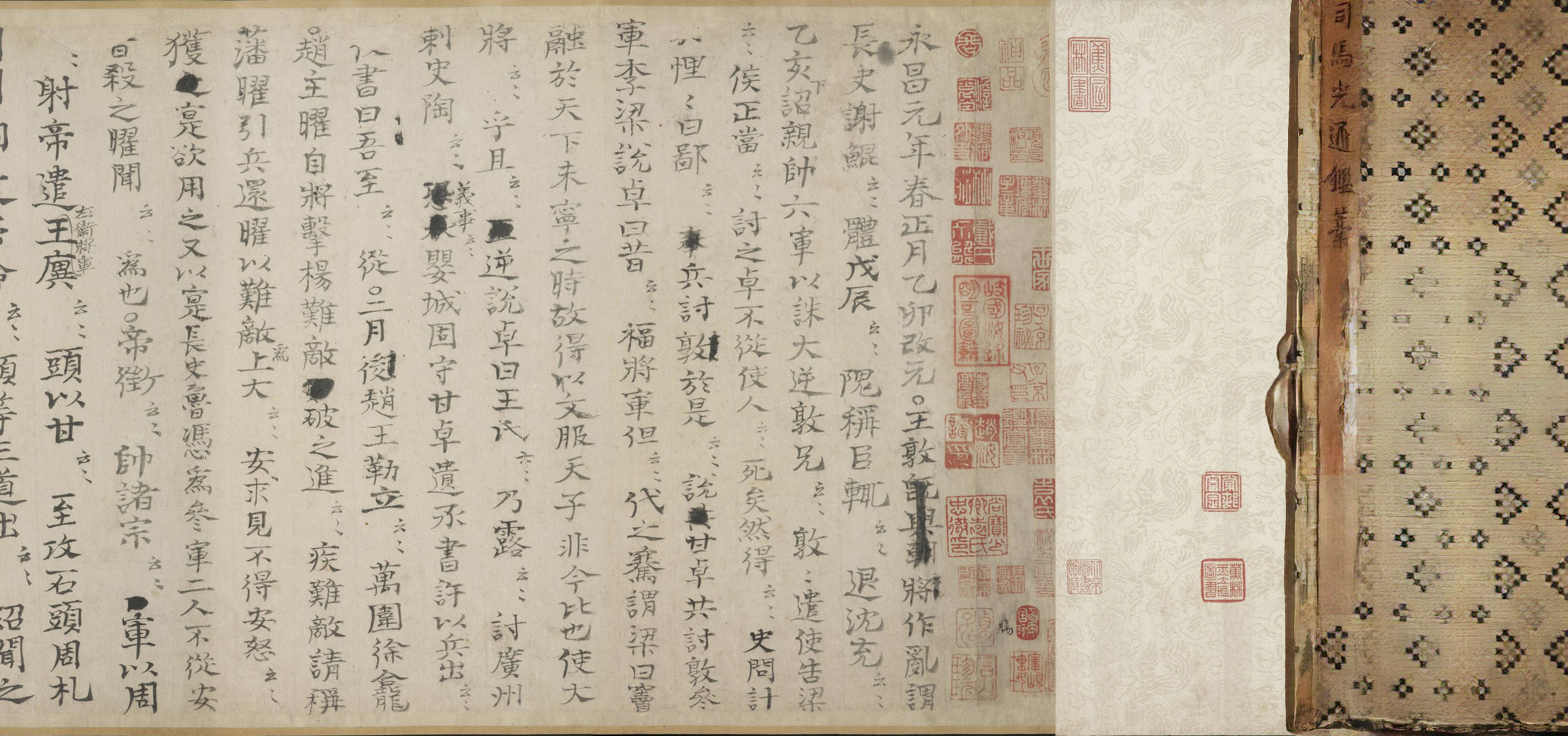
Una página del borrador original de Zizhi Tongjian (publicado en 1084) escrito por Sima Guang

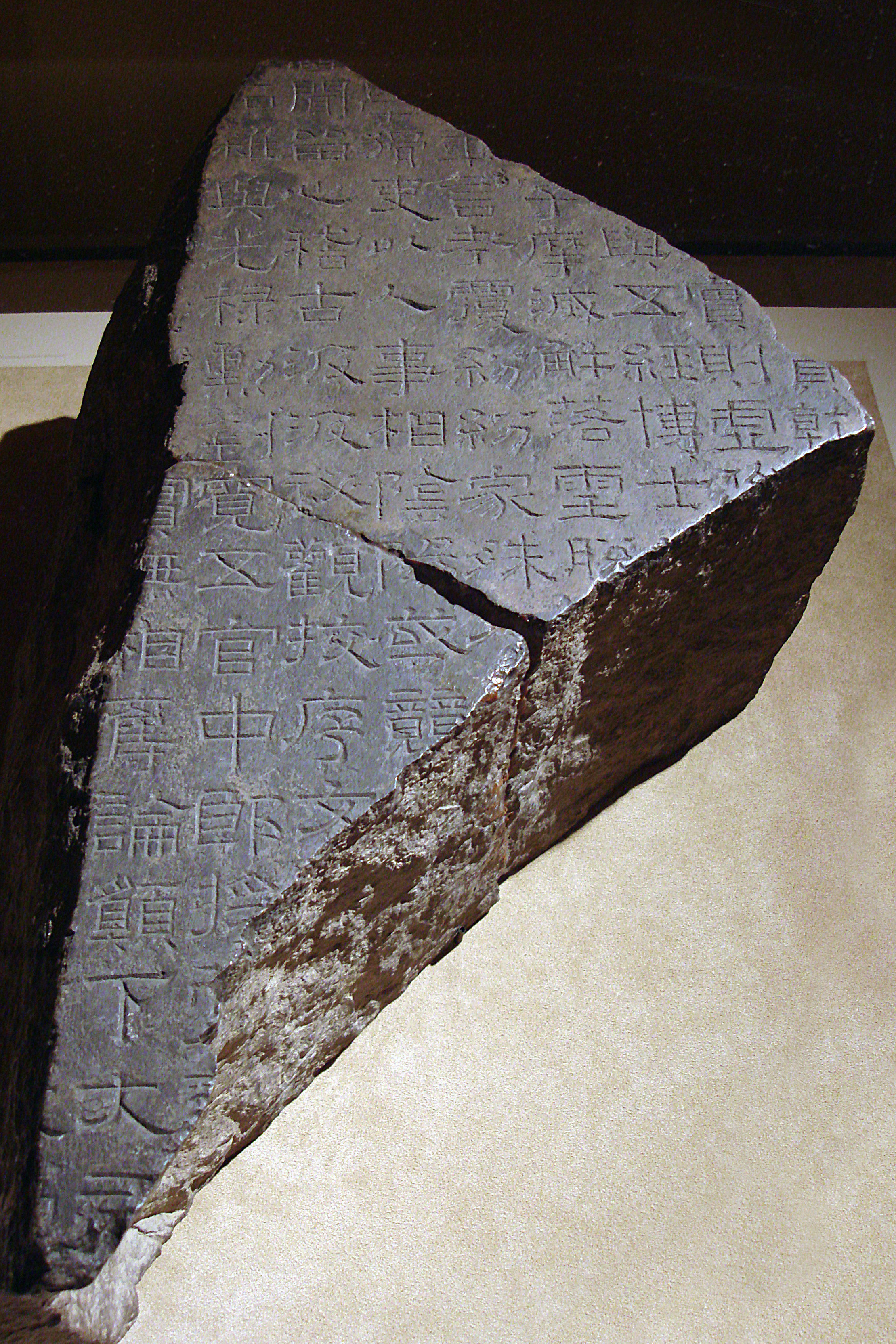
Un fragmento de los clásicos de piedra Xiping de la dinastía Han por Cai Yong y académicos asociados

Entre las colecciones destacadas se cuentan:
- una colección de más de 270.000 libros chinos antiguos y raros, y más de 1.640.000 libros chinos tradicionales encuadernados en hilo[26]
- más de 35.000 inscripciones en huesos de oráculo y caparazones de tortuga de la dinastía Shang (c. siglos XVI-XI aC)[26]
- tablillas supervivientes de los clásicos de Xiping Stone creados por Cai Yong (132-192) de la dinastía Han del Este (25-220 d. C.)[34]
- más de 16.000 volúmenes de preciosos documentos y manuscritos históricos chinos de las cuevas de Mogao en Dunhuang[26]
- mapas antiguos, diagramas y calcos de inscripciones antiguas en diversos materiales[33]
- copias de sutras budistas que datan del siglo VI[33]
- proyecto original del Zizhi Tongjian de Sima Guang[35]
- libros y archivos de bibliotecas imperiales de la dinastía Song del Sur (1127-1279),[31] incluidas las obras de Zhu Xi [41]
- edición impresa más antigua existente de Huangdi Neijing (ca. 100 aC), de la dinastía Jin (1115-1234)[36]
- las copias más completas que se conservan de la dinastía Ming (1368-1644) de la Enciclopedia Yongle ("Gran Canon de la Era Yongle ")[33][37]
- una copia del Siku Quanshu ("Biblioteca completa de las cuatro ramas de la literatura"), completada en 1782 bajo la dinastía Qing[33]
- colección literaria y de libros esencial de las universidades imperiales de Qing y coleccionistas privados de renombre[31]